# Les Naufragés de l'autocar
Les Naufragés de l'autocar (titre original : The Wayward Bus) est un roman de littérature américaine écrit par John Steinbeck et publié en 1947. Il a été traduit en français en 1949.

## Résumé

### Chapitre 1
Ce premier chapitre présente un lieu, une station-service baptisée Le coin des rebelles, le localise, en Californie au carrefour de deux grands axes routiers et raconte son histoire depuis la Guerre de Sécession.
L'auteur nous y présente aussi les gérants de la station-service, le couple Chicoy et leurs deux employés, Norma et le boutonneux.

### Chapitre 2
Entrée dans l'intrigue. L'auteur nous décrit Juan Chicoy par le geste, un homme droit et compétent, la cinquantaine rayonnante, originaire du Mexique. Puis son jeune assistant, Kit, surnommé le boutonneux. Ils s'affairent de bon matin pour réparer l'autocar tombé en panne la veille. Les voyageurs qui n'ont pas pu rallier leur destination à cause de la panne ont passé la nuit à la station. Beaucoup risquent d'être en colère si l'autocar ne repart pas ce matin.

### Chapitre 3
Nous entrons dans la psychologie d'Alice Chicoy, femme épaisse, rude et peu affriolante, tenaillée par l'angoisse de voir Juan s'en aller avec une autre. Sa jalousie se déverse sur sa jeune employée (et selon elle potentiellement rivale) Norma, midinette entichée de Clark Gable (célèbre acteur de l'époque).
L'auteur nous fait découvrir deux des passagers qui ont passé la nuit à la station-service : Ernest Horton, un jeune voyageur de commerce, vétéran de guerre et Monsieur Pritchard, entrepreneur aisé d'une bonne cinquantaine d'années qui voyage avec sa femme et sa fille Mildred.

### Chapitre 4
Ce chapitre sonde l'intimité de Norma qui s'avère naïve mais pas idiote. Sa chambre recèle tous ses trésors, à savoir des babioles sur Clark Gable qu'elle brûle de rencontrer. En discussion avec Ernest Horton, elle prétend maladroitement qu'elle fait partie des connaissances de l'acteur et qu'elle va le rejoindre bientôt à Hollywood. Ernest, loin d'être dupe, la laisse croire à ses rêves tout en lui refilant sa camelote. On apprend que Norma économise sur son maigre salaire pour s'offrir le billet jusqu'à Hollywood.
Peu après, Alice Chicoy surprend Norma avec Ernest et soupçonne que celle-ci ait une mauvaise vie. Alice s'acharne sur Norma.

### Chapitre 5
Bernice Pritchard, femme précieuse, bourgeoise et coincée fait son apparition ainsi que sa fille Mildred. Celle-ci, pulpeuse, une vingtaine d'années, subit la présence de ses parents pendant ce voyage jusqu'au Mexique qu'elle aurait souhaité effectuer seule. Contrairement à sa mère, elle a des regards concupiscents, notamment pour Juan Chicoy, le beau mexicain, plein de maturité et de charme, qu'elle questionne sur ses origines et son parcours.
Kit, l'adolescent boutonneux complexé par son acné aimerait bien attirer ses regards ou du moins tout ce qui ressemble au regard d'une jeune fille.
Un vieil homme nommé Van Brunt, le dernier des passagers ayant dormi à la station, sort de sa chambre. Il est peu loquace et a l'air renfrogné.

### Chapitre 6
On en apprend un peu plus sur Alice, son talent de manipulation, sa tendance alcoolique, son égocentrisme. Elle se réconcilie avec Norma par intérêt mais désire toujours autant fouiner dans les affaires de son employée.

### Chapitre 7
Norma veut en savoir plus sur Alice et décide de fouiller la chambre de celle-ci sans son accord.

### Chapitre 8
Alice qui fouille la chambre de Norma afin de l'espionner se fait surprendre par celle-ci. Les deux, au paroxysme de l'émotion, les nerfs en pelote après une nuit sans sommeil, en viennent presque aux mains. Alice se retrouve dans une situation délicate...

### Suite de l'histoire
Ce huis clos va se trouver bouleversé par l'arrivée d'une mystérieuse jeune femme blonde, aussi belle que pulpeuse qui va se joindre aux passagers du bus. Le bus finira-t-il par repartir? Les passagers vont-ils s'entre-tuer ou fraterniser? Les instincts humains les plus bas ou les plus nobles seront-ils révélés?

## Adaptation
Ce roman a été adapté au cinéma : le film, lui aussi intitulé Les Naufragés de l'autocar, est réalisé par Victor Vicas et sort en 1957. Il est notamment interprété par Joan Collins, Jayne Mansfield et Dan Dailey. 